# Torgil Rosenberg
Torgil Rosenberg, född 12 mars 1932 i Simrishamn, är en svensk tandläkare, konståkare, redaktör, musiker (piano) och flygare.
Han var son till tandläkaren Gustav Rosenberg och läraren Maria Mia Roos samt från 1958 gift med Berit. Hans faster Selma Rosenberg var gift med Ivar Malmer. Efter studentexamen vid Östra real studerade han vid Tandläkarhögskolan i Stockholm. Efter att han blev påverkad av Orest Zubrey började han träna konståkning vid Stockholms konståkningsklubb och ansågs där så lovande att han 1948 fick åka till London där han tränade för Carlo Fassi. 1949 fick han en nordisk juniormästerskapstitel vid tävlingarna i Lillehammer och guld vid junior-SM 1947 och 1948.

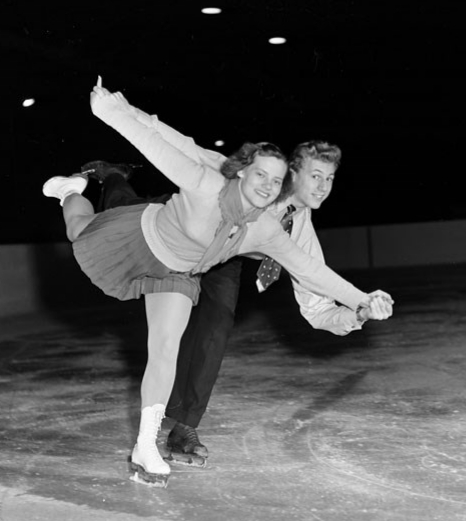
Berit Andersson och Torgil Rosenberg

Som senior blev han silverplacerad i Svenska mästerskapen 1949, 1950, 1951 och 1953, samt brons 1952, 1956, 1957 och 1958. Efter sin aktiva tid var han tränare i bland annat Vansbro konståkningsklubb.
Under sin militärtjänst vid T 1 i Linköping 1952 sökte han sig till Linköpings flygklubb där han avlade B-diplom i segelflyg i en Slingsby T21 följt av ett  segelflygcertifikat i november 1953 och silver-C 1955. Tillsammans med Nisse Nässén bildade han modellflygklubben Nimbus 1942 som bland annat var medarrangör av Svenska mästerskapen i modellflyg på Halmsjön 1955. Han och Nisse Nässén konstruerade modellflygplanet Gladan som kom att säljas i 28000 exemplar av Wentzels i Stockholm.
Under 1954 utbildade han sig i motorflyg i en Cessna 140 (SE-AYX) vid Tekniska högskolans flygklubb.
I början av 1950-talet började han skriva om flyg i tidningen Looping, Flygrevyn och för KSAKs räkning skrev han en modellflyghandbok som han själv illustrerade. För SPAF startade han tidningen Flyghorisont 1964 och var redaktör där fram till 1972. Med erfarenheterna av tidningsproduktion han samlat under åren startade han 1973 Musiktidningen där han med eget material men även bidrag från bland annat Sigvard Hammar, Camilla Lundberg, Jan Norlander och Erik Centervall skrev om aktuella musikhändelser. På grund av ekonomiska skäl tvingades han lägga ner tidningen 1978. Som musiker spelade han piano och komponerade mindre stycken bland annat Guiding light som är avslutande spår på  We like Previn a jazz tribute to André Previn dessutom ledde han några radioprogram med musik i P2 som resulterade i bland annat ett två timmars program om André Previn. Han producerade några musikinspelningar bland annat producerade han 2011 albumet Back To Back med Bengt Hallberg och Jan Lundgren samt 2010 Lundgrens Too Darn Hot. Han var efter sin examen från Tandläkarhögskolan verksam som privatpraktiseande tandläkare i Stockholm fram till sin pension och har därefter arbetat som förlagsredaktör vid Alstad Bokförlag.